# Zikanapis zikani
Zikanapis zikani là một loài Hymenoptera trong họ Colletidae. Loài này được Friese mô tả khoa học năm 1925.